# Columnea crassifolia
Columnea crassifolia là một loài thực vật có hoa trong họ Tai voi. Loài này được Brongn. mô tả khoa học đầu tiên năm 1844.

## Hình ảnh

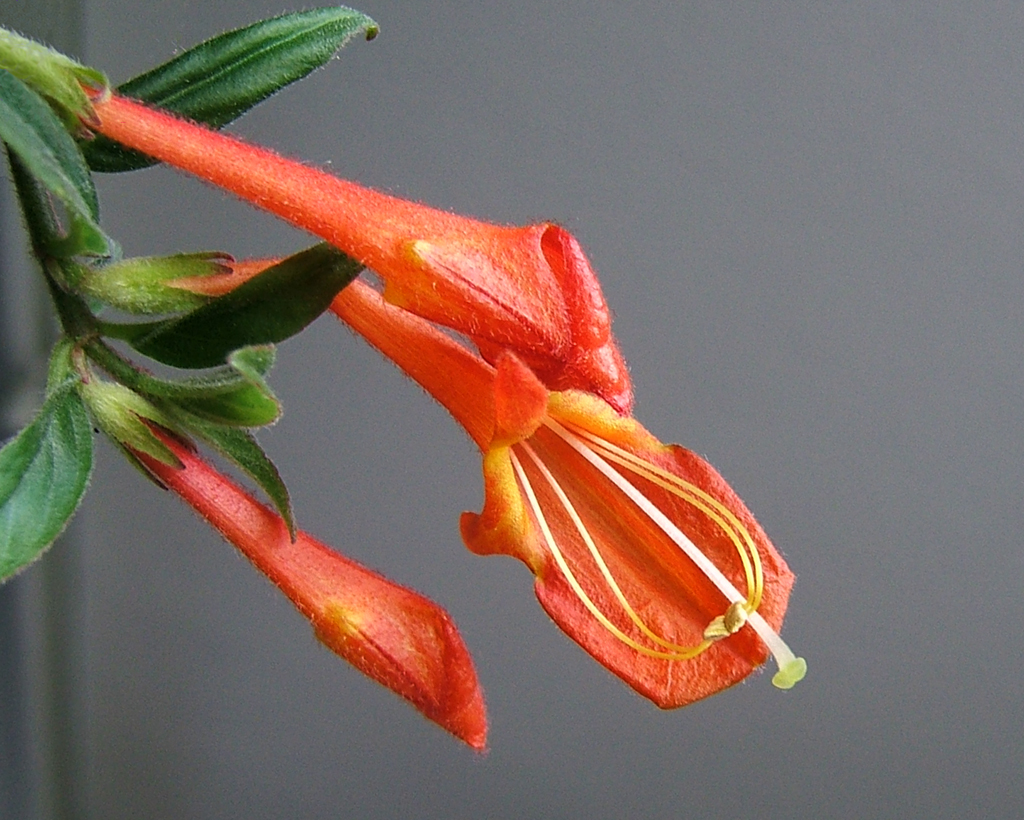
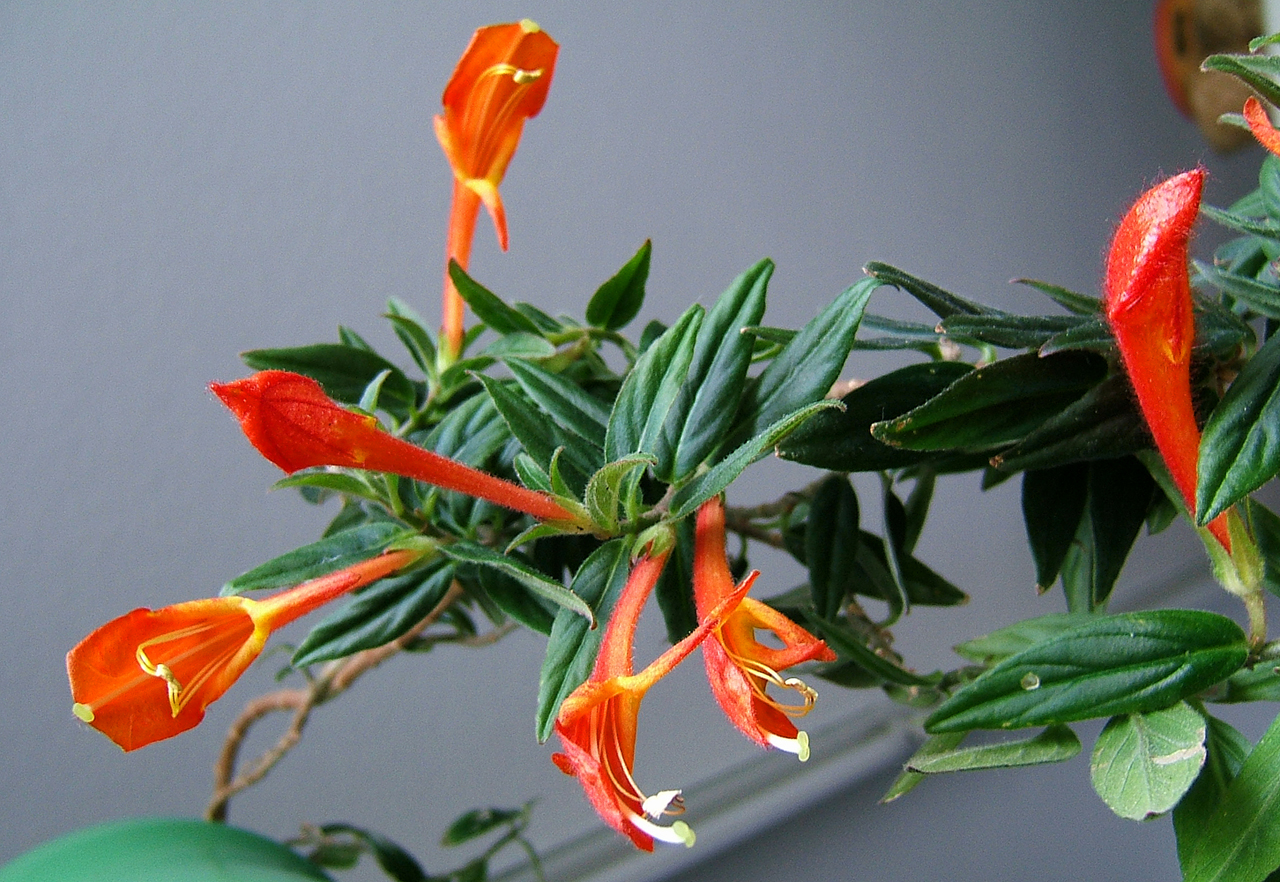
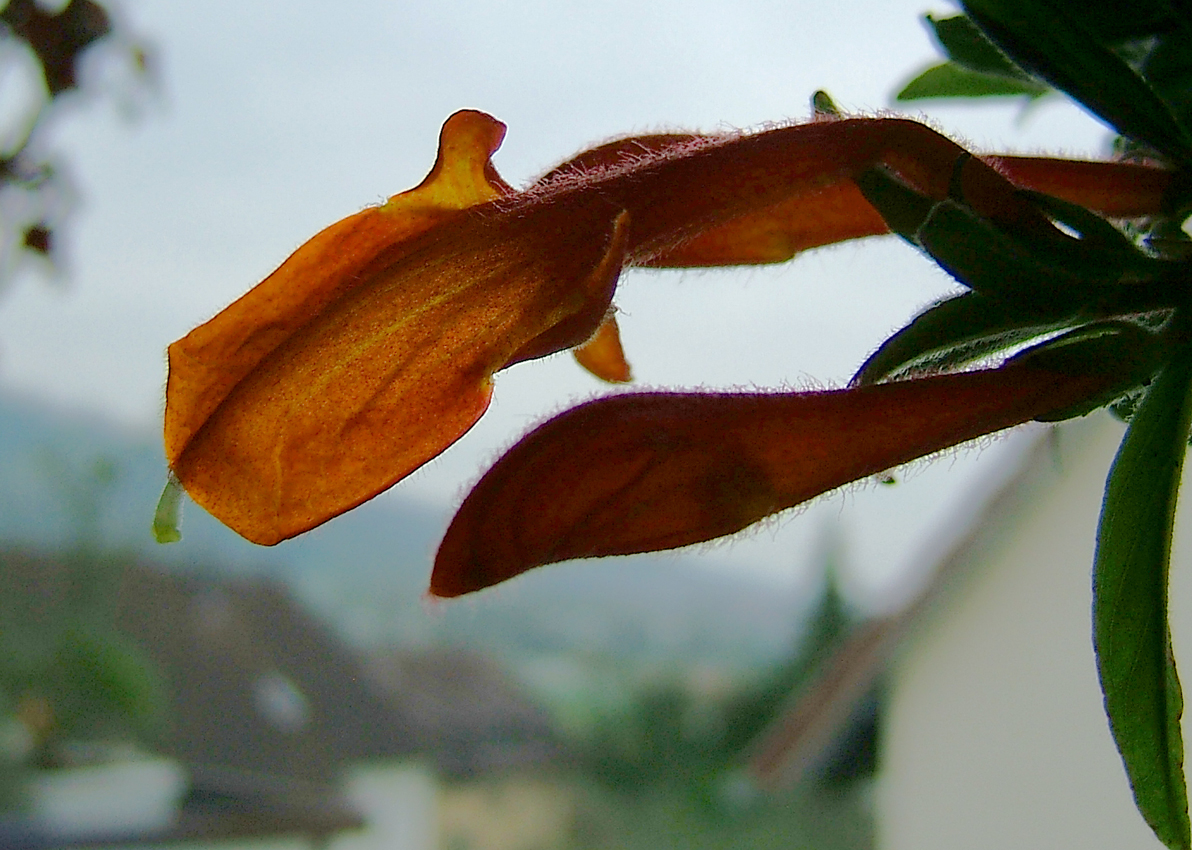
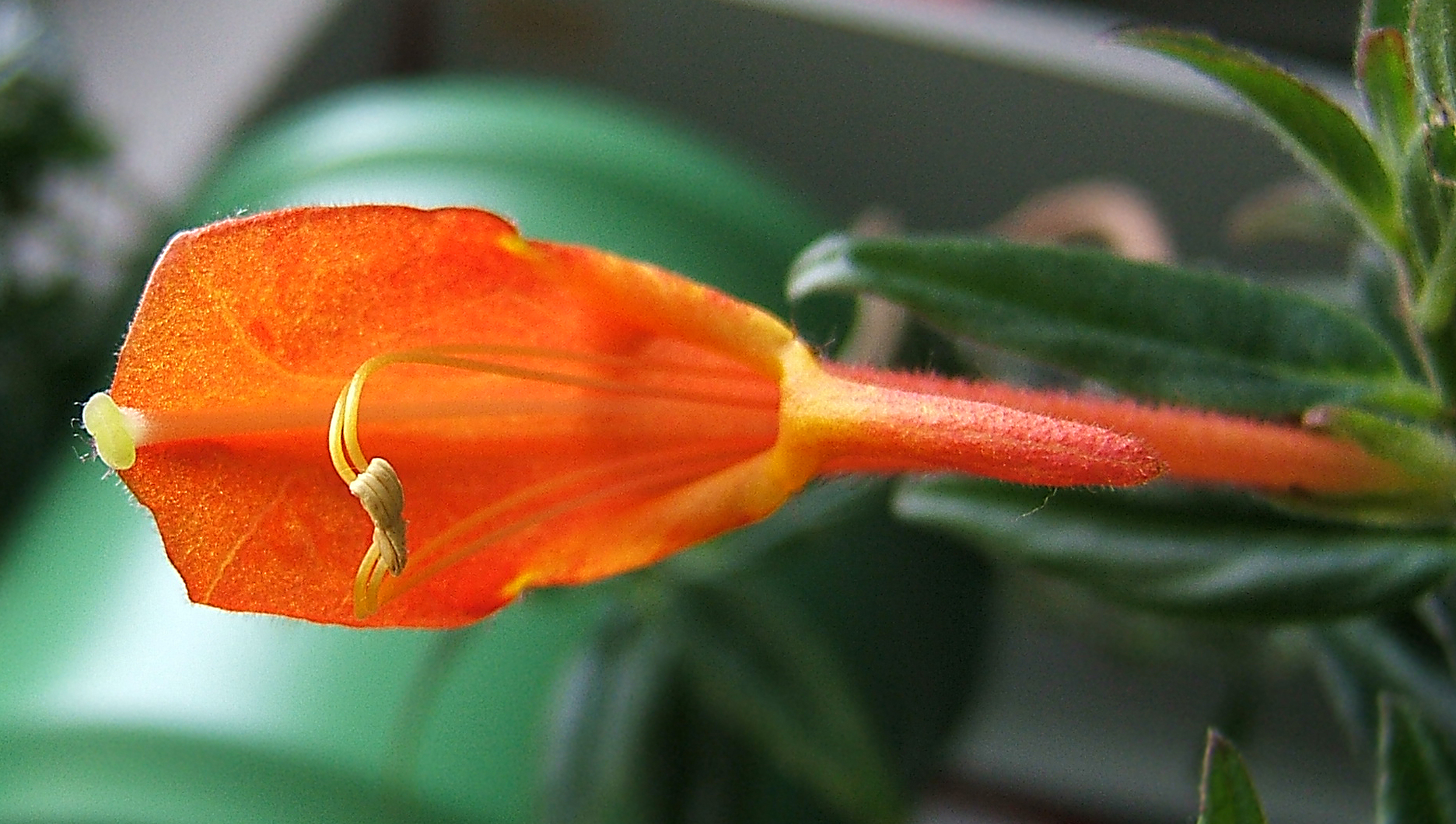